# Scopimera curtelsona
Scopimera curtelsona is een krabbensoort uit de familie van de Dotillidae. De wetenschappelijke naam van de soort is voor het eerst geldig gepubliceerd in 1936 door Shen.